# Phyllorhiza
Phyllorhiza är ett släkte av maneter. Phyllorhiza ingår i familjen Mastigiidae.
Kladogram enligt Catalogue of Life:
| Phyllorhiza | \| \| Phyllorhiza luzoni \| \| \| \| \| \| Phyllorhiza pacifica \| \| \| \| \| \| Phyllorhiza peronlesueuri \| \| \| \| \| \| Phyllorhiza punctata \| \| \| \| |
|             | \| \| Phyllorhiza luzoni \| \| \| \| \| \| Phyllorhiza pacifica \| \| \| \| \| \| Phyllorhiza peronlesueuri \| \| \| \| \| \| Phyllorhiza punctata \| \| \| \| |
|             | Mastigias |
|             | |
|             | Mastigietta |
|             | |
|             | Thysanostoma |
|             | |
|             | Versuriga |
|             | |
|             | Phyllorhiza luzoni |
|             | |
|             | Phyllorhiza pacifica |
|             | |
|             | Phyllorhiza peronlesueuri |
|             | |
|             | Phyllorhiza punctata |
|             | |

|  | Phyllorhiza luzoni        |
|  |                           |
|  | Phyllorhiza pacifica      |
|  |                           |
|  | Phyllorhiza peronlesueuri |
|  |                           |
|  | Phyllorhiza punctata      |
|  |                           |